# Stankowo (powiat elbląski)
Stankowo – wieś w Polsce położona w województwie warmińsko-mazurskim, w powiecie elbląskim, w gminie Markusy, na skraju obszaru Żuław Elbląskich.
W latach 1975–1998 miejscowość położona była w województwie elbląskim.
Inne miejscowości o nazwie Stankowo: Stankowo